# I morgen, min elskede
I morgen, min elskede er en dansk film fra 1971 med manuskript af Finn Karlsson og Peter Ronild, og instrueret af Finn Karlsson.

## Handling
Om fem unge mennesker og deres komplicerede indbyrdes kærlighedsforhold. Diplomatdatteren Isabel uddanner sig til skuespiller, Marca til balletdanser, mens Michael er teaterregissør og David lige har afsluttet værnepligten. Det er dog især pigen Gerd, hvis skæbne får betydning for gruppen. Hun er flygtet fra DDR, men rejser tilbage, da hun føler sig menneskeligt isoleret. Michael og David følger efter hende, men et forsøg på atter at få hende til Vesten kommer til at koste hende livet.

## Medvirkende
Blandt de medvirkende kan nævnes:
- Lykke Nielsen
- Kirsten Peüliche
- Morten Grunwald
- Jesper Langberg
- Pernille Grumme
- Erni Arneson
- Preben Mahrt
- Helge Scheuer
- Poul Reichhardt
- Benny Hansen
- Joen Bille
- Torben Jetsmark
- Olaf Ussing
- Per Bentzon Goldschmidt
- Esben Høilund Carlsen